# Real Aberration
Real Aberration ist ein Jazzalbum der Herb Robertson NY Downtown Allstars. Die am 26. September 2006 in der Casa da Música in Porto entstandenen Aufnahmen erschienen 2007 auf Clean Feed Records.

## Hintergrund
Für das Album Elaboration hatte der Trompeter Herb Robertson 2004 eine All Stars Band aus Musikern der New Yorker Downtown-Szene zusammengestellt; dazu gehörten Tim Berne (Altsaxophon), Sylvie Courvoisier (Piano), Mark Dresser (Kontrabass) und Tom Rainey (Schlagzeug). In derselben Besetzung entstand zwei Jahre später Real Aberration.

## Titelliste
- Herb Robertson NY Downtown Allstars: Real Aberration (Clean Feed CF096CD)[1]

CD 1
1. Sick(s) Fragments	7:06
2. Sick(s) Fragments [Continued]	4:00
3. Sick(s) Fragments [Continued]	7:50
4. Sick(s) Fragments [Continued]	6:28
5. Sick(s) Fragments [Continued]	7:49
6. Sick(s) Fragments [Continued]	8:28

CD 2
1. Re-Elaboration	39:04

Die Kompositionen stammen von Herb Robertson.

## Rezeption
Robertson hat das gesamte Material geschrieben, aber seine Kompositionen würden sich nicht übermäßig mit detaillierten Ensemblestrukturen oder eng ausgehandelten Head-Arrangements befassen, schrieb Martin Longley in All About Jazz. Seine Kunst bestehe vielmehr darin, diese Stücke wie feurige Improvisationen wirken zu lassen, wobei seine Werke eher wie Leitstrukturen als wie kontrollierende Diagramme klingen. Die „Sick[s] Fragments“ auf der ersten CD, die sicherlich nicht episodischer Natur sind, würden sich sehr allmählich entwickeln und genügend Zeit lassen, um in einem gemessenen Prozess von einem Abschnitt zum anderen zu gelangen. Zwischen den sechs Titeln gebe es praktisch keine Pausen, das ganze Stück habe den Charakter einer Suite. „Re-Elaboration“, ein einzelnes ausgedehntes Werk, das die zweite CD bildet, würde ebenfalls eine sehr allmähliche Entwicklungskurve aufweisen.